# Gorące uczucia
Gorące uczucia – drugi album zespołu Skaner wydany w firmie fonograficznej Green Star. Album ukazał się w listopadzie 1994 roku. Pochodzą z niego takie hity, jak: „Kino Kino”, „Weronika”, „Gwiezdny pył”.

## Lista utworów
1. „Letnie uczucie”
2. „Weronika”
3. „Gwiezdny pył”
4. „Tęcza”
5. „Świat bez ciebie”
6. „Piraci”
7. „Ilona”
8. „Rozstanie”
9. „Kino kino”
10. „Sex Shop”